# Okstjärnen
Okstjärnen är en sjö i Mora kommun i Dalarna och ingår i Dalälvens huvudavrinningsområde. Sjön har en area på 0,071 kvadratkilometer och ligger 322,2 meter över havet.

## Delavrinningsområde
Okstjärnen ingår i det delavrinningsområde (674515-142886) som SMHI kallar för Utloppet av Norra Fjärden. Medelhöjden är 378 meter över havet och ytan är 13,1 kvadratkilometer. Räknas de 6 avrinningsområdena uppströms in blir den ackumulerade arean 59,61 kvadratkilometer. Mångån (Oloksån) som avvattnar avrinningsområdet har biflödesordning 2, vilket innebär att vattnet flödar genom totalt 2 vattendrag innan det når havet efter 314 kilometer. Avrinningsområdet består mestadels av skog (84 procent). Avrinningsområdet har 1,03 kvadratkilometer vattenytor vilket ger det en sjöprocent på 7,9 procent.